# Charleston (Utah)
Pour les articles homonymes, voir Charleston.
Charleston est une ville située dans le comté de Wasatch, dans l’Utah, aux États-Unis. Sa population s’élevait à 431 habitants en 2012.

## Source
- (en) Cet article est partiellement ou en totalité issu de l’article de Wikipédia en anglais intitulé « Charleston, Utah » (voir la liste des auteurs).